# Miguel Socolovich
Miguel Ángel Socolovich (Caracas, 24 de julio de 1986) es un lanzador venezolano de béisbol profesional que juega para los Atlanta Braves de las Grandes Ligas. Anteriormente jugó con los Baltimore Orioles, Chicago Cubs y St. Louis Cardinals, y en la Liga Japonesa de Béisbol Profesional con los Hiroshima Toyo Carp.

## Carrera profesional
Socolovich fue firmado por los Medias Rojas de Boston como un agente libre internacional en 2004. En 2005 no jugó debido a una operación Tommy John para reparar su codo derecho, y se integró a la organización en 2006, donde jugó en los equipos de ligas menores Gulf Coast League Red Sox, Lowell Spinners y Greenville Drive hasta 2007.
El 28 de enero de 2008, fue transferido a los Medias Blancas de Chicago a cambio de David Aardsma. Jugó las siguientes cuatro temporadas en el sistema de ligas menores del equipo, en clase A con Kannapolis Intimidators y Winston-Salem Dash, en Clase AA con los Birmingham Barons y en Clase AAA con los Charlotte Knights.

### Baltimore Orioles
El 30 de enero de 2012, Socolovich firmó un contrato de ligas menores con los Orioles de Baltimore. Ese año inició la temporada con los Norfolk Tides de Clase AAA, y luego de registrar un promedio de carreras limpias (efectividad) de 1.95 en 24 juegos, fue llamado a las mayores el 14 de julio. Sin embargo, fue colocado en asignación el 14 de agosto, luego de registrar efectividad de 6.97 en 10 1⁄3 entradas con los Orioles.

### Chicago Cubs
El 23 de agosto de 2012, fue reclamado de la lista de waivers por los Cachorros de Chicago, siendo asignado a los Iowa Cubs de Clase AAA.

### Hiroshima Toyo Carp
El 15 de noviembre de 2012, acordó un contrato con los Hiroshima Toyo Carp de la Liga Japonesa de Béisbol Profesional.
El 21 de noviembre de 2013, firmó un contrato de ligas menores con los Mets de Nueva York.

### St. Louis Cardinals
El 12 de noviembre de 2014, se unió a los Cardenales de San Luis, siendo asignado a los Memphis Redbirds de Clase AAA. El 30 de abril de 2015 fue llamado a Grandes Ligas, y obtuvo su primera victoria el 3 de mayo ante los Piratas de Pittsburgh. En total registró marca de 4-1 con efectividad de 1.82 con los Cardenales en 2015.
En 2016, Socolovich inició la temporada en Memphis, pero luego de once entradas consecutivas sin permitir carreras, fue llamado el 19 de julio para reemplazar en la plantilla al lesionado Jhonny Peralta.
En 2017, inició la temporada como parte del cuerpo de relevistas de los Cardenales. Sin embargo, fue colocado en asignación el 27 de mayo luego de registrar efectividad de 8.68 en 18 2⁄3 entradas lanzadas.

### Atlanta Braves
El 1 de febrero de 2018, Socolovich firmó un contrato de ligas menores con los Bravos de Atlanta que incluyó una invitación a los entrenamientos primaverales.